# (7492) Kačenka
7492 Kacenka (1995 UX) – planetoida z pasa głównego asteroid okrążająca Słońce w ciągu 3,73 lat w średniej odległości 2,4 j.a. Odkryta 21 października 1995 roku.